# Brephos sublaeta
Brephos sublaeta är en fjärilsart som beskrevs av Sergius G. Kiriakoff 1975. Brephos sublaeta ingår i släktet Brephos och familjen nattflyn. Inga underarter finns listade i Catalogue of Life.